# The Liberty of Norton Folgate
The Liberty of Norton Folgate – dziewiąty album angielskiego zespołu ska – pop rockowego Madness. Został nagrany w 2009 roku w studiach The Yard, Miloco i Toeragdla dla wytwórni Lucky Seven Records. Ukazał się na rynku 18 maja tego samego roku. Producentami płyty byli Clive Langer i Alan Winstanley (z wyjątkiem „Rainbows”, „Bingo”, „Sugar and Spice”, „The Kiss” i „The Liberty of Norton Folgate” – produkcja Clive Langer i Liam Watson). Album doszedł do 5 miejsca na brytyjskiej liście sprzedaży UK Albums Chart oraz do 1 miejsca w zestawieniu albumów niezależnych. We wrześniu 2009 roku uzyskał w Wielkiej Brytanii status złotej płyty.
W ramach trasy promującej album zespół wystąpił w Polsce 4 lipca 2009 na Open’er Festival w Gdyni.

## Spis utworów

### Wersja podstawowa (1 CD)
1. „Overture” – 1:07 (McPherson / Barson / Smyth)
2. „We Are London” – 3:40 (Smyth)
3. „Sugar and Spice” – 2:52 (Barson)
4. „Forever Young” – 4:36 (McPherson)
5. „Dust Devil” – 3:44 (Thompson / Woodgate)
6. „Rainbows” – 3:22 (Thompson / Woodgate)
7. „That Close” – 4:10 (McPherson / Foreman)
8. „MK II” – 2:22 (McPherson / Smyth)
9. „On The Town” – 4:32 (Woodgate / Barson) z gościnnym udziałem Rhody Dakar
10. „Bingo” – 4:06 (Thompson / Barson)
11. „Idiot Child” – 3:18 (Thompson / Barson)
12. „Africa” – 4:19 (Barson)
13. „NW5” – 4:14 (Thompson / Barson)
14. „Clerkenwell Polka” – 4:20 (Smyth)
15. „The Liberty of Norton Folgate” – 10:10 (McPherson / Barson / Smyth)

### Wersja specjalna (3 CD, 1 LP)
Ukazała się na rynku w marcu 2009 roku. W specjalnym opakowaniu znalazły się CD z podstawową wersją albumu, CD z piosenkami z demo albumu, CD z demo oraz wersjami koncertowymi, wersja winylowa albumu, ponadto znaczek i plakat Madness, a także dostęp do materiału dostępnego tylko w internecie.

#### CD 1
1. „Overture” – 1:07 (McPherson / Barson / Smyth)
2. „We Are London” – 3:40 (Smyth)
3. „Sugar and Spice” – 2:52 (Barson)
4. „Forever Young” – 4:36 (McPherson)
5. „Dust Devil” – 3:44 (Thompson / Woodgate)
6. „Rainbows” – 3:22 (Thompson / Woodgate)
7. „That Close” – 4:10 (McPherson / Foreman)
8. „MK II” – 2:22 (McPherson / Smyth)
9. „On The Town” – 4:32 (Woodgate / Barson) z gościnnym udziałem Rhody Dakar
10. „Bingo” – 4:06 (Thompson / Barson)
11. „Idiot Child” – 3:18 (Thompson / Barson)
12. „Africa” – 4:19 (Barson)
13. „NW5” – 4:14 (Thompson / Barson)
14. „Clerkenwell Polka” – 4:20 (Smyth)
15. „The Liberty of Norton Folgate” – 10:10 (McPherson / Barson / Smyth)

#### CD 2
1. „Let's Go” (McPherson / Barson)
2. „Idiot Child” (Thompson / Barson)
3. „Mission From Hell” (Thompson / Barson)
4. „Seven Dials” (McPherson / Barson)
5. „Hunchback Of Torianno” (Thompson / Woodgate)
6. „Fish & Chips” (Smyth)
7. „Bingo” (Thompson / Barson)
8. „NW5” (Thompson / Barson)
9. „One Fine Day” (McPherson / Foreman)
10. „The Kiss” (McPherson / Barson)
11. „Africa” (Barson)

#### CD 3
1. „Dust Devil”
2. „Let's Go”
3. „Clerkenwell Polka”
4. „Forever Young”
5. „Seven Dials”
6. „On The Town”
7. „Fish & Chips Parade”
8. „Idiot Child”
9. „We Are London [Chas Demo]”
10. „We are London (Hackney Live)”
11. „Idiot Child (Hackney Live)”
12. „Bingo (Hackney Live)”
13. „NW5 (Hackney Live)”
14. „On The Town (Hackney Live)”
15. „MK II (Hackney Live)”
16. „Sugar and Spice (Hackney Live)”
17. „Dust Devil (Hackney Live)”
18. „Clerkenwell Polka (Hackney Live)”
19. „Forever Young (Hackney Live)”
20. „The Liberty Of Norton Folgate (Hackney Live)”

#### Wersja winylowa
Strona A
1. „We Are London” – 3:40 (Smyth)
2. „Forever Young” – 3:40 (McPherson)
3. „Dust Devil” (Thompson / Woodgate)
4. „Sugar and Spice” – 2:52 (Barson)
5. „The Liberty Of Norton Folgate” – 10:10 (McPherson / Barson / Smyth)

Strona B
1. „Clerkenwell Polka” – 4:20 (Smyth)
2. „Bingo” – 4:06 (Thompson / Barson)
3. „Rainbows” – 3:22 (Thompson / Woodgate)
4. „That Close” – 4:10 (McPherson / Foreman)
5. „MKII” – 2:22 (McPherson / Smyth)
6. „Idiot Child” – 3:18 (Thompson / Barson)
7. „On The Town” – 4:32 (Woodgate / Barson) z gościnnym udziałem Rhody Dakar

## Single z albumu
- „NW5” (2008) UK # 24[16]
- „Dust Devil” (2009) UK # 64[17]
- „Sugar and Spice” (2009)

## Muzycy
- Graham McPherson (Suggs) – wokal
- Mike Barson (Monsieur Barso) – instrumenty klawiszowe
- Chris Foreman (Chrissie Boy) – gitara
- Mark Bedford (Bedders) – bas
- Lee Thompson (Kix) – saksofon
- Daniel Woodgate (Woody) – perkusja, instrumenty perkusyjne
- Cathal Smyth (Chas Smash) – drugi wokal, trąbka, wokal
- Steve Turner – saksofon (1, 11)
- Joe Auckland – trąbka (1, 10, 11, 14)
- Jim Parmley – instrument perkusyjne (4, 10, 12)
- Simon Hale – pianino (8)
- Mike Kearsey – puzon (10, 11, 14)
- Nick Holland – skrzypce (13)
- Chris Pitsilledes – altówka (13)
- Emil Chakalov, Julian Leaper, Martin Burgess, Sue Briscoe – skrzypce (13)
- Mark Brown – klarnet
- Dave Powell – tuba
- Graham Bush – bas